# Мідленд (Пенсільванія)
Мідленд (англ. Midland) — місто (англ. borough) в США, в окрузі Бівер штату Пенсільванія. Населення — 2433 особи (2020).

## Географія
Мідленд розташований за координатами 40°38′4″ пн. ш. 80°27′29″ зх. д. / 40.63444° пн. ш. 80.45806° зх. д. (40.634358, -80.458011).  За даними Бюро перепису населення США в 2010 році місто мало площу 5,16 км², з яких 4,69 км² — суходіл та 0,47 км² — водойми.

## Демографія
Згідно з переписом 2010 року, у селищі мешкало 2635 осіб у 1205 домогосподарствах у складі 683 родин. Густота населення становила 511 осіб/км².  Було 1441 помешкання (279/км²).
Расовий склад населення:
| - 74,4 % — білих - 20,3 % — чорних або афроамериканців - 0,3 % — корінних американців - 0,3 % — азіатів |

До двох чи більше рас належало 4,1 %. Частка іспаномовних становила 4,3 % від усіх жителів.
За віковим діапазоном населення розподілялося таким чином: 25,0 % — особи молодші 18 років, 55,7 % — особи у віці 18—64 років, 19,3 % — особи у віці 65 років та старші. Медіана віку мешканця становила 41,3 року. На 100 осіб жіночої статі у селищі припадало 80,4 чоловіків;  на 100 жінок у віці від 18 років та старших — 74,8 чоловіків також старших 18 років.
Середній дохід на одне домашнє господарство  становив 33 786 доларів США (медіана — 22 907), а середній дохід на одну сім'ю — 45 744 долари (медіана — 36 389). Медіана доходів становила 41 310 доларів для чоловіків та 24 458 доларів для жінок. За межею бідності перебувало 36,9 % осіб, у тому числі 41,2 % дітей у віці до 18 років та 21,7 % осіб у віці 65 років та старших.
Цивільне працевлаштоване населення становило 814 осіб. Основні галузі зайнятості: освіта, охорона здоров'я та соціальна допомога — 33,0 %, роздрібна торгівля — 14,9 %, мистецтво, розваги та відпочинок — 14,3 %.